# La Décroissance
La Décroissance est une publication bimestrielle (à l'origine bimestrielle,, puis mensuelle), éditée depuis mars 2004 par l'association Casseurs de pub. Elle ne se veut pas un journal de militants ou de convaincus, mais s'adresse au grand public, en argumentant avec humour sur la nécessité d'une réduction de la production matérielle.

## Historique
Le journal est lancé en 2004 par Bruno Clémentin, Vincent Cheynet et Sophie Divry. Initialement bimestriel, il devient assez vite mensuel, comme envisagé dès le départ. Deux ans plus tard, Clémentin et Cheynet fonderont le Parti pour la décroissance.
En 2025, la publication redevient bimestrielle.

## Ligne éditoriale
Sous-titré « le journal de la joie de vivre », il critique l'idéologie de consommation et prône l'orientation vers une société de partage et de sobriété. Il développe l'idée d'une décroissance soutenable contre une croissance industrielle et économique fondée sur l'idée d'un monde aux ressources illimitées, tout en se démarquant de l'écologie profonde, voulant privilégier une approche humaniste. Il se veut grand public, refuse d'user d'un ton austère et manie l'humour, évoquant quelquefois le souvenir de La Gueule ouverte.
Le journal pourfend, par ailleurs, ceux qu'il nomme les « écotartuffes » d’un « capitalisme vert » et autres artisans de l'« escroquerie » d'un « développement durable », qui ne sont, selon lui, que des zélateurs de la croissance verte.

## Équipe
Jusqu'en décembre 2024, le directeur de publication et responsable de rédaction est Vincent Cheynet, fondateur de l'association Casseurs de pub, et ancien publicitaire lui-même,,. Depuis janvier 2025, Denis Bayon est le nouveau directeur de la publication et Pierre Thiesset devient rédacteur en chef. Vincent Cheynet fait toujours partie de l'équipe, mais maintenant, comme simple journaliste. 
Le journal est illustré par des dessins de Léandre,, Pierre Druilhe, Andy Singer, Raoul Anvélaut, Rash Brax, Stéphane Torossian, Vito. [réf. souhaitée].
Les chroniqueurs sont des personnalités comme Alain Accardo, Jacques Testart, François Brune, Alain Gras[réf. souhaitée], Fabrice Nicolino et aussi Pierre Thiesset,, François Jarrige, Denis Baba, Thierry Brulavoine[réf. souhaitée], etc. Le politologue Paul Ariès a également contribué au journal, jusqu'à sa rupture idéologique avec Vincent Cheynet en 2011.
Depuis 2012, Stéphane Lhomme assure la chronique antinucléaire mise en encadré en dernière page.
La Décroissance fait partie de la presse alternative et indépendante.